# Ливерпульский метрополитен
Merseyrail — обслуживающая Ливерпуль и его агломерацию Мерсисайд (Великобритания) пригородно-городская скоростная рельсовая система, близкая как к метрополитену, так и к городским поездам типа S-Bahn городов Германии или CityRail городов Австралии.
Система имеет три отдельные линии, две из которых (Северная и Wirral) электрифицированы и функционируют отдельно от прочего железнодорожного сообщения в тоннелях под центральной частью Ливерпуля. Эти линии имеют частый интервал движения (5-минутный в часы пик), аналогичный метро. Эти две линии часто именуются как подземка (underground) подобно Лондонской.
Третья линия, City Line, использует неэлектрифицированный подвижной состав, не имеет подземных участков, идёт в соседний город Манчестер и не может рассматриваться как метро.

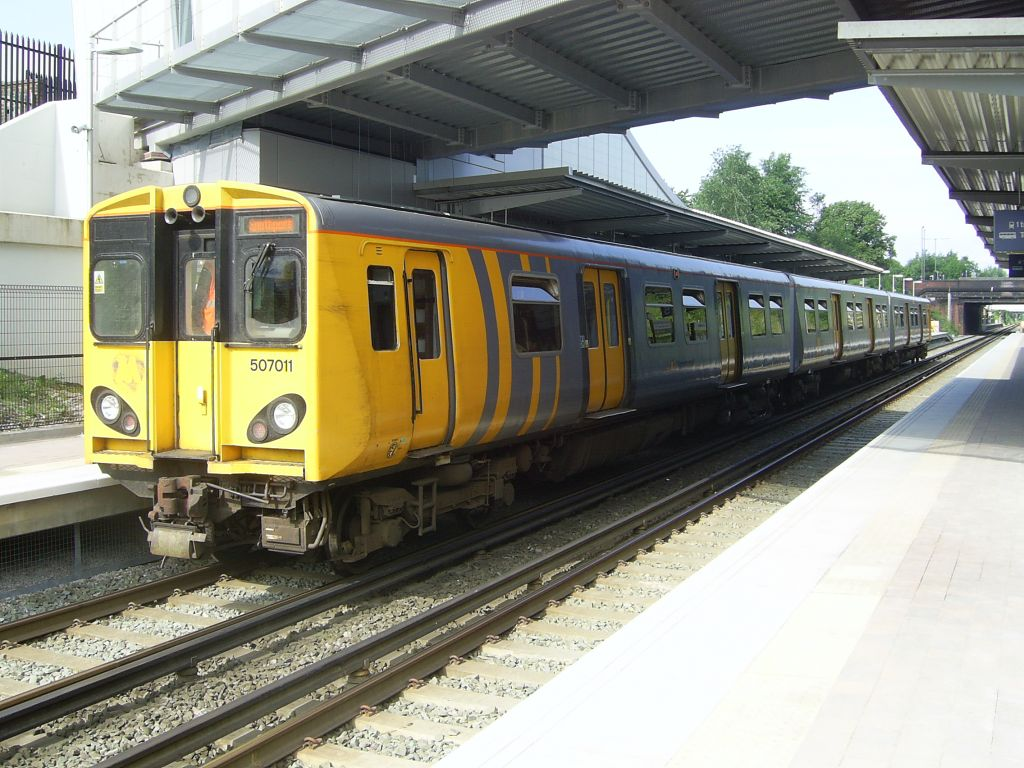